# Zicklacke
Zicklacke är en slättsjö i Österrike i regionen Seewinkel.   Den ligger i förbundslandet Burgenland, 60 km sydost om huvudstaden Wien. Zicklacke ligger 111 meter över havet. Arean är 0,56 kvadratkilometer. Sjön sträcker sig 1,0 kilometer i nord-sydlig riktning, och 1,2 kilometer i öst-västlig riktning.
Följande samhällen ligger vid Zicklacke:
- Illmitz (2 469 invånare)

Trakten runt Zicklacke består till största delen av jordbruksmark. Runt Zicklacke är det ganska tätbefolkat, med 54 invånare per kvadratkilometer.